# Mallerenga emplomallada asiàtica
La mallerenga emplomallada asiàtica (Lophophanes dichrous) és una espècie d'ocell passeriforme que pertany a la família Pàrids pròpia de les muntanyes d'Àsia.

## Subespècies
Es reconeixen quatre subespècies:
- L. d. kangrae (Whistler, 1932) - Boscos de coníferes del Caixmir al nord de l'Índia (Uttar Pradesh).
- L. d. dichrous (Blyth, 1845) - Boscos de coníferes a l'oest de Nepal fins a Arunachal Pradesh i el sud del Tibet.
- L. d. dichroides (Przevalski, 1876) - nord-est del Tibet a sud-oest de la Xina (You Sichuan, Qing Huan, Gan Su i SHA RIP).
- L. d. wellsi (Baker, 1917) - nord-est de Myanmar i sud de la Xina (al nord de Sichuan i al nord-oest de Yunnan).

## Distribució i hàbitat
Es troba als vessants de l'Himàlaia i les muntanyes que circumden l'est de l'altiplà tibetà, pel sud i el centre de la Xina.